# Saul de Groot
Saul de Groot, familièrement appelé Paul, aussi connu sous le pseudonyme de Paul van der Schilde, né à Amsterdam, le 19 juillet 1899 et mort à Bussum, le 3 août 1986, est un homme politique néerlandais. Membre du Parti communiste dont il fut le chef politique, il fut résistant à l'occupant allemand durant la Seconde Guerre mondiale. Sa femme et sa fille périrent dans les chambres à gaz d'Auschwitz-Birkenau.

## Biographie

### Enfance, adolescence, Grande Guerre

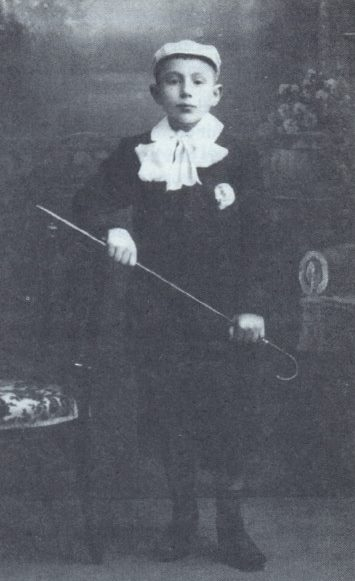
Saul de Groot (1899-1986) à l'âge de douze ans. Photo prise par H. Zegeling.

Il était le fils d'un tailleur de diamants, Jacob de Groot, et de Rachel Sëaltiel. Le travail dans le secteur du diamant étant devenu rare, ses parents, comme des milliers d'autres dans ces années-là, quittèrent Amsterdam peu de temps après la naissance de Saul pour s'établir à Anvers : d'abord à Borgerhout, puis à Zurenborg, un quartier aussi nouveau qu'élitaire. De Groot travailla dans cette ville comme apprenti tailleur de diamants.
Lors du déclenchement de la Première Guerre mondiale, la famille s'enfuit d'Anvers, ville menacée par l'avancement des troupes allemandes, pour se réinstaller temporairement à Amsterdam, où De Groot travaillait chez un fabricant de cigares qui lui enseigna les principes du socialisme. Déjà en 1916, la famille parentale revint à Anvers, où Saul rejoignit les Jeunes Gardes socialistes (SJW), une organisation de gauche, à la fois antibelgiciste, internationaliste et flamingante ; son affiliation ne peut pas se comprendre sans prendre en compte ses sympathies flamingantes. Son pseudonyme, Paul van der Schilde, se référerait d'ailleurs, sous l'influence de la lecture de Conscience, au mot de passe, voire cri de guerre, des matines brugeoises « Schild en Vriend », qui revêtait une signification particulière dans les milieux flamingants. De Groot se sentait attiré par le « Sturm und Drang » des SJW, d'autant plus que le groupe cherchait la solution de la question flamande dans le socialisme ; ils estimaient la langue néerlandaise car, dans le contexte de la Belgique, elle était celle du prolétariat.
De Groot devint tailleur de diamants et adhéra au syndicat belge des diamantaires. Enthousiasmé par la révolution d'Octobre, De Groot, sous le nom de Paul van der Schilde, prit part à la lutte entre les différents courants de la social-démocratie belge et les groupes réfractaires qui se désignaient comme communistes. Il s'opposait au gauchisme, mais aussi aux extrémistes parmi les flamingants, même s'il éprouvait de la sympathie pour la résistance contre l'oppression exercée sur la Flandre.

### L'entre-deux-guerres
Le 28 décembre 1920, il se maria à Anvers avec Szajndla Borzykowska (appelée Sally), une fille juive originaire de Łódź en Pologne, dont il eut une fille.
En tant que délégué, il assista à la conférence de fusion, qui avait lieu le 3 et le 4 mars 1921 et où fut créé, sous de fortes pressions de l'exécutif du Komintern, le Parti communiste unifié de Belgique. De Groot fut élu à la direction du parti. En raison de sa participation à l'agitation contre l'occupation de la Ruhr, dans laquelle étaient impliquées des troupes françaises et belges, De Groot, après avoir passé quelques mois en prison, fut expulsé le 30 mars 1923. Il trouva un nouvel emploi dans la ville allemande de Hanau sur le Main. Après la répression de la rébellion des ouvriers communistes armés en octobre 1923, De Groot dut émigrer. Il s'installa avec sa famille à Saint-Claude, dans le Jura français, qui était également un centre de l'industrie diamantaire. De là, il revint, à l'automne de 1925, à Amsterdam où il obtint un emploi dans la taillerie de diamants de Boas. Membre du Parti communiste des Pays-Bas (CPN), il s'investit pourtant surtout dans le syndicat général des diamantaires des Pays-Bas (Algemeene Nederlandsche Diamantbewerkersbond ou ANDB). De Groot collabora à Eenheid (Unité, 1926-1928), une revue par laquelle on cherchait à lutter contre la montée du fascisme par une action concertée des syndicats et, par extension, des social-démocrates et des communistes. Entre le marteau et l'enclume, De Groot, après une violente dispute qui avait eu lieu le 26 février 1927, se vit forcé de quitter le CPN, contre lequel il se lança par la suite dans de vives attaques, publiées dans Eenheid. Après qu'en avril 1928, le Parti social-démocrate des ouvriers (SDAP) eut interdit, toute participation à Eenheid, ce qui signifiait la fin du périodique, De Groot put se réaffilier au CPN, en juin 1928, après avoir fait la déclaration d'autocritique exigée par la direction du parti.
En février 1930, au congrès du parti, les instructeurs du Komintern remplacèrent l'ancienne direction du parti, pour une bonne partie, par une nouvelle : selon la doctrine marxiste, la direction devait être dominée par des ouvriers politiquement instruits, raison pour laquelle la nouvelle direction du parti choisit De Groot, parmi d'autres, comme membre du bureau politique, le chargeant de travail syndical. Après dix-huit ans de travail salarié, il devint membre dispensé de la direction. Possédant déjà de grandes qualités, il acquit également une expérience internationale, de façon qu'aucun des dirigeants du CPN ne pût se vanter d'un tel état de service au niveau politique. De Groot, homme érudit qui s'était plongé dans la lecture de Marx, de Heine et de Multatuli, commença son nouvel emploi à un moment où l'on voyait mûrir la Révolution à Moscou et où, sur cette base, l'on qualifiait la social-démocratie de l'épithète de fascisme social. C'est la raison pour laquelle les têtes des syndicats, associées aux sociaux-démocrates en tant que traîtres de la classe ouvrière, devaient être combattues par tous les moyens ; cette optique conduisit, en 1931, à la création d'une opposition syndicaliste rouge (Roode Vakbondsoppositie, RVO), composée d'ouvriers syndiqués et non syndiqués ; De Groot fut chargé de sa direction. L'un des rares succès auxquels parvint De Groot était la longue grève du textile de 1931-1932 à Twente, où la RVO jouait un rôle, surtout au début, sans toutefois avoir une emprise sur le cours des événements. Une pause dans le travail syndical de De Groot fut son court séjour de quelques mois à Moscou à partir de mars 1934. Au congrès du Komintern de 1935, De Groot déclara, en tant que délégué du CPN, qu'il envisageait la possibilité que la RVO conquît des syndicats entiers au moment même où, dans le cadre de la politique du Front populaire et à l'instigation de Moscou, la RVO risquait d'être dissoute sans qu'on y fît attention. En 1938, De Groot devint secrétaire politique du PCN, ayant brisé toute opposition ouverte à son leadership, même si ses anciens rivaux faisaient toujours partie de la direction du parti. Un court instant, De Groot se trompa en évaluant les accords de Munich par lesquels le Royaume-Uni et la France avaient livré la Tchécoslovaquie au Troisième Reich. Dans Het Volksdagblad (Le Quotidien du peuple), De Groot écrivit que : 
« Hitler a reculé, ce qui constitue un grand succès des forces de la paix qui, dans les dernières semaines, se sont rapidement renforcées et élargies. »
Lorsqu'un jour plus tard, Moscou eut rapporté l'horrible victoire remportée par les forces de la guerre, De Groot révisa entièrement son opinion. Il ne s'opposa par ailleurs ni au Pacte germano-soviétique ni à la guerre soviéto-finlandaise ; maintenant, la Seconde Guerre mondiale était imminente.

### La Seconde Guerre mondiale
Juste avant l'invasion des Pays-Bas par les troupes allemandes, De Groot avait proposé à Moscou, par la télégraphie, de le faire venir à l'Union soviétique, demande à laquelle Moscou consentit d'abord ; mais le 21 mai 1940, G. Dimitrof chargea la direction du CPN de rester dans le pays pour y organiser la résistance. De Groot réduisit ensuite la direction du CPN à un triumvirat, composé de lui-même, de Jansen et de Dieters. Initialement, De Groot croyait que le pacte Molotov-Ribbentrop requérait une attitude politique réservée envers l'Allemagne nazie, qu'il créa aussi des circonstances dans lesquelles on pouvait agir - du moins en partie - dans la légalité, et qu'il rendait possible les négociations avec l'occupant à ce sujet. Du Volksdagblad et de la revue mensuelle Politiek en Cultuur (Politique et Culture), un seul numéro légalement publié vit le jour sous l'occupation ; c'est De Groot qui rédigea l'éditorial des deux revues. Dans le Volksdagblad, il voyait, au premier rang, l'impérialisme britannique et la bourgeoisie néerlandaise (y compris Koos Vorrink du SDAP, le parti social-démocrate des ouvriers) comme les pouvoirs qui avaient provoqué l'agression du Troisième Reich. Il alla encore plus loin dans Politiek en Cultuur en lançant un appel aux lecteurs à se comporter correctement envers l'occupant qui, lui, cependant, finit par interdire le Parti communiste des Pays-Bas et ses publications. Au début, De Groot avait limité les activités du parti aux actions socio-économiques mais, bientôt, Moscou donna l'ordre d'organiser plus d'actions illégales à court terme. Il fallut attendre novembre 1940 pour que paressât le premier numéro du périodique Waarheid (La Vérité), le journal clandestin du CPN, pour lequel De Groot écrivait des éditoriaux où il combattait non seulement l'occupant nazi, mais aussi l'impérialisme anglo-américain, le gouvernement néerlandais à Londres et le SDAP. La lutte contre la classe dirigeante des Pays-Bas demeurait primordiale pour lui, ce qu'il exprimait dans un pamphlet clandestin, intitulé Vrede door revolutie (La Paix par la révolution, d'août 1940), mais l'invasion de l'Union soviétique par l'armée allemande changea radicalement la ligne politique. Non pas la révolution prolétarienne, mais bien l'établissement de l'unité nationale et la résistance à tous les niveaux de la société, de haut en bas et de droite à gauche, constituaient désormais la ligne de conduite.
Lorsque l'occupant nazi, à la recherche de Juifs cachés, par hasard, eut dépisté De Groot à Gorssel, le 15 octobre 1942, celui-ci put s'échapper dans les bois par la porte arrière non verrouillée, mais sa femme et sa fille n'échappèrent pas et furent déportées, puis, immédiatement après leur arrivée à Auschwitz-Birkenau, gazées. De Groot parvint à s'échapper une seconde fois en février 1943 quand son nouvel abri à Lochem fut encerclé. À la suite d'une nouvelle vague d'arrestations, le triumvirat décida de se retirer de la direction qu'un nouveau trio prit en charge. Un des trois, Vosveld, arrêté avant de pouvoir passer par quelque action que ce fût, dénonça son rendez-vous avec Dieters, un membre du précédent triumvirat, de sorte que De Groot, qui avait attendu Dieters à une distance, le voyant emmener menotté, prit promptement le large. Après avoir dirigé le parti pendant trois ans, n'échappant que de justesse à la déportation, et cela à plusieurs reprises, De Groot rompit définitivement tout contact avec le parti clandestin pendant tout le reste de la durée de l'occupation. Il se cacha dans divers autres endroits, avant de trouver refuge auprès de la veuve Eke de Jong, qui tenait une papeterie à Zwolle. Après la guerre, De Groot habita avec elle pour finalement l'épouser en 1951.

### Après la Seconde Guerre mondiale

#### 1945-1956
Le 27 avril 1945, après la libération de l'est des Pays-Bas, De Groot reprit la fonction de rédacteur en chef du périodique De Waarheid à Twente. Dans l'éditorial du 30 avril 1945, il défendit la position selon laquelle le CPN devrait être dissous au profit d'une association des Amis de la vérité dans le but de garder les partisans que l'on avait gagnés à la cause pendant la guerre et en préparation à la fondation d'un large parti progressiste populaire dans lequel les partis sociaux-démocrates et communistes devraient fusionner. Le 9 mai 1945 est la date à laquelle De Groot revint à Amsterdam pour y reprendre la direction du parti et y continuer la transformation du parti en un mouvement pour la vérité, mais il abandonna l'idée à la suite de la critique sévère dans ses propres rangs – où, depuis des dizaines d'années, on était immergé dans la doctrine marxiste-léniniste – et en raison des réactions négatives du parti français et des instructeurs du Komintern, dissous sur ces entrefaites. De Groot fut réélu comme secrétaire politique lors de la conférence du 21 au 23 juillet 1945 à Amsterdam, où l'on prit la décision de rétablir le Parti communiste. Immédiatement après la libération, sur une proposition du Grand conseil de l'illégalité, De Groot fut nommé membre du Comité national consultatif qui allait créer le Parlement intérimaire. Après avoir siégé au parlement provisoire, le CPN le proposa comme candidat à la Deuxième Chambre. Initialement, De Groot souhaitait pouvoir obtenir un poste de ministre ; lorsque cela s'avéra impossible, il commença à négliger le travail à la Chambre. Souvent, il était absent. Il préconisait vigoureusement la reconnaissance de la république d'Indonésie, et au sein du CPN, il donna l'ordre d'organiser un refus en bloc de service militaire parmi les troupes envoyées en Indonésie dans le cadre des actions de police,.
La foi de De Groot en l'Union soviétique était illimitée, comme celle de l'ensemble des membres du CPN. Ainsi, il envoya le fils de son épouse étudier à Moscou. À mesure que la guerre froide durait, De Groot défendait l'Union soviétique avec toujours plus de fanatisme. Aussi déclara-t-il que, pour lui, l'invective « stalinien » représentait un titre honorifique. En cas de Troisième Guerre mondiale, le CPN devrait accueillir les troupes soviétiques comme des libérateurs. Plein d'optimisme, il déclara, en 1948, qu'il ne fallait pas plus de dix ans pour que les communistes arrivassent au pouvoir. La même année, De Groot régla ses comptes avec Anthoon Johan Koejemans, rédacteur en chef du périodique De Waarheid, qu'il considérait comme un représentant de la coopération, née de l'illégalité pendant la guerre, entre des gens progressistes et des socialistes de gauche : avec eux, il voulait rompre tout lien. De Groot prit temporairement la direction du périodique De Waarheid. Il s'opposa au Parti travailliste par tous les moyens, n'hésitant pas devant les accusations les plus infâmes. En octobre 1952, il donna à Staline un drapeau néerlandais portant l'inscription : « Les ouvriers néerlandais ne feront jamais la guerre à l'Union soviétique. »  De Groot s'en tenait strictement à la ligne prolétarienne, au point de se mettre en dehors de la réalité politique en utilisant l'inondation causée par la mer du Nord en 1953 pour tenter d'établir un mouvement de comités du secours populaire, tout en montrant du doigt le gouvernement comme coupable du cataclysme. Toutefois, le gouvernement soviétique ne l'appuyant guère, sa campagne échoua aux dépens de beaucoup de sympathie et de soutien dont le CPN bénéficiait encore.
Entre-temps, le 6 novembre 1951, il avait épousé Eke Bouchina Wilhelmina de Jong en secondes noces.

#### 1956-1965
En 1956, De Groot fut envoyé à Moscou comme délégué au XXe congrès du Parti communiste de l'Union soviétique, mais il revint aux Pays-Bas, ignorant du discours prononcé à huis clos par Khrouchtchev au sujet des crimes de Staline. Considérant cette évolution comme une trahison des principes du léninisme, il écrivit De levende waarheid van het leninisme (La Réalité vivante du léninisme), ouvrage publié à Amsterdam en 1957, mais cela n'empêcha pas l'organisation, fin 1957, d'une opposition, dirigée contre lui, qui voulait sérieusement démocratiser et déstaliniser le CPN et mettre au point l'autonomie et la survie de la confédération syndicaliste (Eenheids Vakcentrale, EVC). Toutefois, les opposants furent expulsés ou partirent de leur propre initiative et, à l'instigation de De Groot, Marcus Bakker écrivit un rapport, connu comme le « livre rouge », approuvé par le congrès du CPN en 1959, dans lequel ceux qui avaient siégé à la dernière direction illégale du parti étaient qualifiés de traîtres et d'agents britanniques. De Groot, dont la position au sein du CPN était devenue plus forte que jamais, même si le parti avait de nouveau perdu de nombreux membres et qu'il s'était isolé davantage, resserra les liens avec l'Union soviétique jusqu'à ce que la rupture entre l'Union soviétique et la république populaire de Chine conduisit à un refroidissement des relations entre le CPN et le PCUS, après quoi, en 1963, De Groot rompit brusquement le contact avec l'Union soviétique, cependant, sans choisir résolument pour le Parti communiste chinois. Dénonçant en même temps l'antisémitisme, De Groot critiqua les dirigeants soviétiques dans De dertiger jaren (Les Années 1930), ses Mémoires publiés entre 1963 et 1967. En 1962, il démissionna comme secrétaire politique, mais réussit à se faire nommer président du parti.

#### 1965-1986
En 1966, il termina son mandat parlementaire à la Chambre et, en janvier 1968, il donna sa démission comme président du parti et fut nommé membre honoraire à vie de la direction du parti. À la tête de l'Institut pour le développement politique et social (IPSO), dépendant du CPN, il exerçait encore une certaine influence, notamment par des rapports tels que Stalin contra Hitler (Staline contre Hitler, Amsterdam, 1971), où il témoigne de son admiration pour Staline tout en ridiculisant la « pensée des pygmées », caractérisée par l'aversion des grands hommes. Dans les années 1970, il se tourna férocement contre l'eurocommunisme. En 1975, au congrès du parti, dans une séance à huis clos, il indiqua qu'il s'était rapproché du PCUS et de l'Union soviétique. En avril 1977, De Groot parla des relations entre le PCUS et le CPN avec Souslov à Moscou, rétablissant ainsi le contact entre les deux partis. Le communiqué publié par la suite condamnait les actions en faveur des « dissidents » et rejetait toute intervention occidentale dans la politique intérieure des pays de l'Est.
En 1977, De Groot imputa la cuisante défaite électorale, coûtant son parti cinq de ses sept sièges, entre autres, à la direction du parti tout entier, qu'il voulait voir remplacée par des ouvriers trempés dans le combat, mais la direction ne suivit pas son raisonnement et il dut abandonner sa position au sein du parti, perdant, en 1978, aussi son statut de membre honoraire à vie. Ses derniers écrits politiques montrent à quel point l'évolution de la société lui échappait : ainsi, De Groot voyait le prolétariat occuper une place centrale au sein du CPN, et, selon lui, le lien avec les pays du socialisme réellement existant devait être entériné dans les statuts.
Les dix dernières années, De Groot vécut une vie retirée, refusant de parler à quiconque. Il déménagea avec sa femme dans un appartement de service à Zeist, et, après la mort de sa conjointe, survenue le 16 septembre 1985, il fut admis à la maison de retraite juive de Bussum, où il mourut moins d'un an après elle.

## Ressources